# Pleospora palustris
Pleospora palustris är en svampart som beskrevs av Berl. 1888. Pleospora palustris ingår i släktet Pleospora och familjen Pleosporaceae.   Inga underarter finns listade i Catalogue of Life.